# Eltjo van Beresteyn
Jhr. Eltjo Aldegondus van Beresteyn (Haarlem, 2 april 1876 – 's-Gravenhage, 15 september 1948) was een Nederlands jonkheer, bestuurder, politicus en genealoog. Hij was onder andere burgemeester van Veendam, lid van de Tweede Kamer, lid van de gemeenteraad van Den Haag en oprichter en eerste directeur van het Centraal Bureau voor Genealogie.

## Levensloop

### Jeugd en opleiding
Van Beresteyn werd geboren als zoon van commissionair jhr. Paulus Anne van Beresteyn en diens vrouw Eldine Aldegonda Gaymans. Hij volgde het gymnasium in Utrecht waarna hij in dezelfde stad rechten ging studeren aan de Rijksuniversiteit Utrecht, waar hij in 1899 promoveerde. In 1903 promoveerde hij nogmaals, nu in de Staatswetenschap met een proefschrift over arbeidsreglementen (cum laude).

### Docent en openbaar bestuurder
Hierna werd hij docent staatswetenschappen aan een HBS in Amersfoort en vervolgens in Utrecht. In 1906 werd hij privaatdocent "staatkundige geschiedenis van de 19de eeuw" aan de Rijksuniversiteit Utrecht. In 1909 ging hij werken bij de provinciale griffie in Groningen en in 1910 werd hij benoemd tot burgemeester van Veendam, waar hij een belangrijke rol speelde als aanjager van de uitbreiding van de tramverbindingen door de oprichting van de N.V. stoomtram Oostelijk Groningen. Ook speelde hij een belangrijke rol bij de organisatie van de voedseldistributie in de provincie Groningen tijdens de Eerste Wereldoorlog door het overleg te organiseren tussen een aantal Groningse burgemeesters.

### Landelijke politiek
In 1916 werd hij voor het district Winschoten in de Tweede Kamer gekozen voor de Vrijzinnig-Democratische Bond, als op volger van de overleden Dirk Bos, waar hij zich voornamelijk met handel, distributie, verkeer en binnenlandse zaken bezighield. Hij bleef tot 1922 Kamerlid. Vanwege een conflict over de kandidaatstelling voor de Tweede Kamerverkiezingen van 1922 stapte hij in 1922 uit de VDB, waarna hij van 4 januari 1922 tot 25 juli 1922 nog als eenmansfractie deel uitmaakte van de Tweede Kamer. Hij nam ook nog zelfstandig deel aan de Kamerverkiezingen van 1922 maar haalde niet de kiesdeler. Hierna stapte hij over naar de liberale Vrijheidsbond.

### Haagse gemeentepolitiek
Van 1927 tot 1939 was hij voor de liberalen lid van de gemeenteraad van Den Haag, de laatste 6 jaar als fractievoorzitter. Als gemeenteraadslid van Den Haag botste hij hevig met de SDAP-wethouder Drees over de erfpacht.

### Overige activiteiten
Naast zijn politieke activiteiten was Van Beresteyn ook actief op tal van andere maatschappelijke terreinen. Zo was hij onder andere oprichter van bibliotheken en leeszalen in Amersfoort en Utrecht, bestuurslid van De Nederlandse Opera, bestuurslid van de Vereniging van Nederlandse Gemeenten, voorzitter van het Nederlandsch Centraal Filmarchief (een voorloper van het Nederlands Filmmuseum), voorzitter van de woningbouwvereniging 'Daal en Berg' in Den Haag en hij bekleedde nog vele andere functies.

### Genealogie
Van Beresteyn had ook warme belangstelling voor genealogie, een hulpwetenschap van de geschiedenis die hij wilde bevorderen. Hij was een belangrijke pionier van de beoefening van de genealogie in Nederland. Hij maakte onder andere deel uit van het genootschap 'De Nederlandsche Leeuw' en werd later oprichter en eerste directeur van het Centraal Bureau voor Genealogie. Ook publiceerde hij een aantal genealogische werken, waaronder het "Genealogisch repertorium" dat herdrukt zou worden en aangevuld met verschillende supplementdelen.

## Overlijden
Van Beresteyn overleed in september 1948 op 72-jarige leeftijd aan de gevolgen van een verkeersongeval. Voor zijn verdiensten was hij diverse malen onderscheiden; hij was Commandeur in de Orde van Oranje-Nassau en Ridder in de Orde van de Nederlandse Leeuw.
- Biografisch Portaal: 03260187
- CiNii: DA09601349
- Digitale Bibliotheek voor de Nederlandse Letteren: bere005
- Library of Congress Control Number: no2015062100
- Parlement.com: vg09lkxwrmxn
- RKD-Nederlands Instituut voor Kunstgeschiedenis: 368850
- Trove: 1480046
- Virtual International Authority File: 316390858
- WorldCat: E39PBJtGW8g67w7PbcQDpDdRKd